# Euchlidon
Euchlidon là một chi bướm đêm thuộc họ Geometridae.